# Großer Preis der USA West
Der Große Preis der USA West (auch Grand Prix of Long Beach) war ein Rennen der Formel 1, welches zwischen 1976 und 1983 achtmal ausgetragen wurde. Austragungsort war der Long Beach Grand Prix Circuit in Long Beach, Kalifornien.

## Geschichte
Die Bezeichnung USA West wurde gewählt, da die Formel 1 zwei Rennen auf US-amerikanischen Boden austragen wollte. 1976 wurde der neue Stadtkurs im kalifornischen Long Beach als Austragungsort gewählt. Bereits ein Jahr zuvor war die Formel 5000 hier zu Gast. Seit 1984 findet jährlich ein IndyCar-Rennen unter dem Namen Grand Prix of Long Beach statt.
Bemerkenswert ist, dass es keinem Fahrer gelang, hier mehr als einen Weltmeisterschafts-Lauf zu gewinnen.
1980 kam es in der 51. Runde des Rennens zu einem folgenschweren Unfall, der die Karriere und beinahe auch das Leben von Clay Regazzoni beendete, als er bei etwa 280 km/h mit einem vier Tonnen schweren Betonklotz kollidierte. Regazzoni überlebte den Einschlag schwer verletzt, war allerdings seit diesem Unfall querschnittsgelähmt.

## Ergebnisse
| Auflage | Jahr | Strecke    | Sieger                       | Zweiter                          | Dritter                              | Pole-Position                  | Schnellste Runde             |
| ------- | ---- | ---------- | ---------------------------- | -------------------------------- | ------------------------------------ | ------------------------------ | ---------------------------- |
| 1       | 1976 | Long Beach | Clay Regazzoni (Ferrari)     | Niki Lauda (Ferrari)             | Patrick Depailler (Tyrrell-Ford)     | Clay Regazzoni (Ferrari)       | Clay Regazzoni (Ferrari)     |
| 2       | 1977 | Long Beach | Mario Andretti (Lotus-Ford)  | Niki Lauda (Ferrari)             | Jody Scheckter (Wolf-Ford)           | Niki Lauda (Ferrari)           | Niki Lauda (Ferrari)         |
| 3       | 1978 | Long Beach | Carlos Reutemann (Ferrari)   | Mario Andretti (Lotus-Ford)      | Patrick Depailler (Tyrrell-Ford)     | Carlos Reutemann (Ferrari)     | Alan Jones (Williams-Ford)   |
| 4       | 1979 | Long Beach | Gilles Villeneuve (Ferrari)  | Jody Scheckter (Ferrari)         | Alan Jones (Williams-Ford)           | Gilles Villeneuve (Ferrari)    | Gilles Villeneuve (Ferrari)  |
| 5       | 1980 | Long Beach | Nelson Piquet (Brabham-Ford) | Riccardo Patrese (Arrows-Ford)   | Emerson Fittipaldi (Fittipaldi-Ford) | Nelson Piquet (Brabham-Ford)   | Nelson Piquet (Brabham-Ford) |
| 6       | 1981 | Long Beach | Alan Jones (Williams-Ford)   | Carlos Reutemann (Williams-Ford) | Nelson Piquet (Brabham-Ford)         | Riccardo Patrese (Arrows-Ford) | Alan Jones (Williams-Ford)   |
| 7       | 1982 | Long Beach | Niki Lauda (McLaren-Ford)    | Keke Rosberg (Williams-Ford)     | Riccardo Patrese (Brabham-Ford)      | Andrea de Cesaris (Alfa Romeo) | Niki Lauda (McLaren-Ford)    |
| 8       | 1983 | Long Beach | John Watson (McLaren-Ford)   | Niki Lauda (McLaren-Ford)        | René Arnoux (Ferrari)                | Patrick Tambay (Ferrari)       | Niki Lauda (McLaren-Ford)    |

| Legende   | Legende                                                                                              | Legende                                                     |
| Abkürzung | Klasse                                                                                               | Kommentar                                                   |
| --------- | --- | ----------------------------------------------------------- |
| F1        | Formel 1                                                                                             | Formel-1-Weltmeisterschaft ab 1950                          |
| F2        | Formel 2                                                                                             |                                                             |
| FL        | Formula libre                                                                                        | Fahrzeugklasse in der Regel vom Veranstalter ausgeschrieben |
| SW        | Sportwagen                                                                                           |                                                             |
| TW        | Tourenwagen                                                                                          |                                                             |
| GP        | Grand-Prix-Fahrzeuge                                                                                 |                                                             |
|           | ↓ Durchgehende graue Linien zeigen an, wann in der Geschichte auf einem neuen Kurs gefahren wurde. ↓ |                                                             |
|           | |                                                             |
|           | Einträge mit hellrotem Hintergrund waren keine Läufe zur Automobil- bzw. Formel-1-Weltmeisterschaft. |                                                             |
|           | Einträge mit gelbem Hintergrund waren Läufe zur Europameisterschaft.                                 |                                                             |